# 徳島経済産業会館
徳島経済産業会館（とくしまけいざいさんぎょうかいかん）は、徳島県徳島市南末広町にある徳島県内の経済団体が入居する複合施設である。愛称は「KIZUNAプラザ」。

## 沿革
- 2012年（平成24年）4月11日 - 開館。

## 施設
1階
- 徳島商工会議所
- 徳島県商工会議所連合会
- 徳島県事業承継・引継ぎ支援センター
- 徳島青色申告会
- 徳島末広郵便局

2階
- 徳島県商工会連合会
- とくしま産業振興機構
- 徳島県よろず支援拠点
- 徳島県社会保険労務士会
- 徳島働き方改革推進支援センター
- アクサ生命保険徳島営業所
- 徳島青年会議所

3階
- 徳島県中小企業団体中央会
- 徳島県経営者協会
- 徳島商工会議所会議室
- 徳島県中小企業活性化協議会
- 日本貿易振興機構徳島貿易情報センター（JETRO徳島）

4階
- 徳島県信用保証協会

5階
- 徳島県信用保証協会

## 交通
- JR徳島駅前より徳島市営バス6番のりば『東部循環』バス乗車、『総合土木庁舎前』下車、徒歩約3分。